# 前田利命
前田 利命（まえだ としのぶ）は、江戸時代後期の加賀藩の世嗣。

## 来歴
寛政12年（1800年）、10代藩主・前田治脩の長男として金沢にて誕生。幼名は裕次郎。父の治脩が56歳のときに生まれた唯一の子である。母は側室・伊遠（武村氏、智光院）で、母も37歳の高齢であった。
享和4年（1804年）正月、治脩の跡を継いで藩主となっていた従兄・前田斉広の養子となり、紀伊藩主徳川治宝の娘・豊姫と婚約した。松平の名字を与えられる。文化2年（1805年）に早世した。享年6。野田山に葬られた。院号は香隆院。